# قائمة الجامعات والكليات الفلسطينية
هذه قائمة الجامعات والكليات الفلسطينية في دولة فلسطين.

## قطاع غزة
| جامعة/كلية                          | الموقع الإلكتروني                                               | التأسيس                                                                  | المدينة             |
| ----------------------------------- | --------------------------------------------------------------- | ------------------------------------------------------------------------ | ------------------- |
| الجامعة الإسلامية                   | iugaza.edu.ps                                                   | 1978                                                                     | غزة                 |
| كلية العودة الجامعية                | auc.edu.ps                                                      | 2008                                                                     | غزة                 |
| جامعة الأزهر بغزة                   | alazhar.edu.ps                                                  | 1991                                                                     | غزة                 |
| أكاديمية الإدارة والسياسة           | mpa.edu.ps                                                      |                                                                          | غزة                 |
| الكلية الجامعية للعلوم التطبيقية    | www.ucas.edu.ps                                                 | 1998                                                                     | غزة خانيونس         |
| الكلية الجامعية للعلوم والتكنولوجيا | cst.ps نسخة محفوظة 13 نوفمبر 2017 على موقع واي باك مشين.        | 1990                                                                     | خانيونس             |
| كلية فلسطين التقنية - دير البلح     | ptcdb.edu.ps                                                    | 1992                                                                     | دير البلح           |
| جامعة غزة                           | gu.edu.ps                                                       | 2006                                                                     | غزة                 |
| جامعة الأقصى                        | alaqsa.edu.ps                                                   | 1955 كمعهد للمعلمين ثم كلية التربية الحكومية عام 1991 ثم كجامعة عام 2000 | غزة                 |
| بوليتكنك فلسطين                     | www.pp.edu.ps                                                   | 2005                                                                     | غزة                 |
| جامعة القدس المفتوحة                | qou.edu                                                         | 1991                                                                     | جميع المحافظات      |
| كلية دار الدعوة والعلوم الإنسانية   | cdhrafah.edu.ps نسخة محفوظة 16 مايو 2014 على موقع واي باك مشين. | 2002                                                                     | رفح                 |
| كلية العودة الجامعية                | auc.edu.ps                                                      | 2008                                                                     | غزة                 |
| جامعة الأمة                         | http://www.uou.edu.ps/                                          | 2008                                                                     | الزهراء             |
| جامعة الإسراء                       | https://ar.israa.edu.ps/                                        | 2014                                                                     | الزهراء، وغزة       |
| جامعة فلسطين                        | www.up.edu.ps                                                   | 2005                                                                     | غزة - مدينة الزهراء |

## الضفة الغربية
| جامعة/كلية                                    | الموقع الإلكتروني                                                  | التأسيس                         | المدينة        |
| --------------------------------------------- | ------------------------------------------------------------------ | ------------------------------- | -------------- |
| جامعة النجاح الوطنية                          | najah.edu                                                          | 1918 كمدرسة ثم جامعة بـ 1977    | نابلس          |
| جامعة بيرزيت                                  | birzeit.edu                                                        | 1924 كمدرسة ثم جامعة بـ 1975    | بيرزيت         |
| جامعة الخليل                                  | hebron.edu                                                         | 1971                            | الخليل         |
| جامعة القدس                                   | alquds.edu                                                         | 1984                            | القدس          |
| جامعة بوليتكنك فلسطين                         | ppu.edu                                                            | 1978                            | الخليل         |
| الجامعة العربية الأمريكية                     | aaup.edu                                                           | 2000                            | جنين ورام الله |
| جامعة بيت لحم                                 | bethlehem.edu                                                      | 1973                            | بيت لحم        |
| جامعة القدس المفتوحة                          | qou.edu                                                            | 1991                            | جميع المحافظات |
| جامعة فلسطين التقنية - خضوري                  | ptuk.edu.ps                                                        | 1930 كمعهد ، ثم جامعة بـ2007    | طولكرم         |
| جامعة الاستقلال                               | alistiqlal.edu.ps                                                  | 1998 كأكاديمية ثم جامعة بـ 2011 | أريحا          |
| جامعة فلسطين الأهلية                          | paluniv.edu.ps                                                     | 2006                            | بيت لحم        |
| كلية الأمة الجامعية                           | https://www.alummah.ps                                             | 1981                            | القدس          |
| الكلية العصرية الجامعية                       | muc.edu.ps                                                         | 1983                            | رام الله       |
| كلية بيت لحم للكتاب المقدس                    | bethbc.org                                                         | 1979                            | بيت لحم        |
| كلية دار الكلمة الجامعية للفنون والثقافة      | daralkalima.edu.ps                                                 | 2006                            | بيت لحم        |
| كلية ابن سينا للعلوم الصحية                   | ibnsina.edu.moh.ps نسخة محفوظة 8 يونيو 2019 على موقع واي باك مشين. | 1971                            | نابلس          |
| كلية الطب الحكومية                            | medicine.pna.ps/                                                   | 2018                            | الخليل         |
| كلية وجدي نهاد أبو غربية الجامعية التكنولوجية | wuct.edu.ps                                                        | 2004                            | القدس          |
| كلية فلسطين التقنية - العروب                  | ptca.edu.ps                                                        | 1958                            | الخليل         |
| الكلية الإبراهيمية بالقدس                     | ibrahimieh.edu                                                     | 1931                            | القدس          |
| كلية شميدت في القدس                           |                                                                    | 1886                            | القدس          |
| جامعة الزيتونة للعلوم والتكنولوجيا            | zust.edu.ps                                                        | 2020                            | سلفيت          |

## معاهد أبحاث وتعليمية أخرى
- معهد الأبحاث التطبيقية في القدس[1]
- معهد الصحة والتنمية والإعلام والسياسة، رام الله.[2]
- الشبكة الأكاديمية الفلسطينية (بال نت)، تتبع جامعة القدس.[3]
- معهد إدوارد سعيد الوطني للموسيقى
- الجمعية الفلسطينية الأكاديمية للشؤون الدولية، القدس[4]
- وزارة التربية والتعليم العالي - فلسطين[5]